# Freddie Tomlins
Frederick William Edwin Tomlins dit Freddie Tomlins, né le 5 août 1919 à Lambeth et mort le 20 juin 1943 dans la Manche, est un patineur artistique britannique, médaillé d'argent européen et mondial en 1939.

## Biographie

### Carrière sportive
Freddie Tomlins représente son pays à quatre championnats européens (1936 à Berlin, 1937 à Prague, 1938 à Saint-Moritz et 1936 à Davos), trois mondiaux (1937 à Vienne, 1938 à Berlin et 1939 à Budapest), et aux Jeux olympiques d'hiver de 1936 à Garmisch-Partenkirchen. En 1939, il devient vice-champion d'Europe et vice-champion du monde derrière son compatriote Graham Sharp.
Aux Jeux olympiques de 1936, Freddie Tomlins est réputé avoir franchi la sécurité des gardes SS pour obtenir l'autographe d'Adolf Hitler, alors qu'il n'a que 16 ans.
La Seconde Guerre mondiale met un coup d'arrêt à sa carrière sportive.

### Pendant la guerre
Freddie Tomlins sert comme officier pilote dans la Royal Air Force Volunteer Reserve pendant la Seconde Guerre mondiale.
Le 20 juin 1943, il participe à une mission anti-sous-marine à bord d'un Armstrong Whitworth Whitley LA814 pour le Coastal Command, le commandement de la Royal Air Force chargé de la protection des côtes britanniques. Au cours de la mission, l'avion engage un U-boot et est abattu avec tous les hommes à bord dans la Manche, mer qui sépare la France du Royaume-Uni. Il est commémoré au Air Forces Memorial à Runnymede dans le Surrey.

## Palmarès
| Compétition                                                        | 1936 | 1937 | 1938 | 1939 | 1940 |
| Jeux olympiques d'hiver                                            | 10e  |      |      |      | JA   |
| Championnats du monde                                              |      | 5e   | 5e   | 2e   | CA   |
| Championnats d’Europe                                              | 8e   | 4e   | 6e   | 2e   | CA   |
| Championnats de Grande-Bretagne                                    |      |      |      |      | CA   |
| Légende : JA = Jeux olympiques annulés ; CA = Championnats annulés |      |      |      |      |      |